# Hajo Jahn
Hajo Jahn (* 31. Mai 1941 in Berlin) ist ein deutscher Journalist und Vorsitzender der Else-Lasker-Schüler-Gesellschaft, die sich dem Erbe der Wuppertaler Dichterin Else Lasker-Schüler verpflichtet hat.

## Leben
Nach einem zweijährigen Volontariat bei der Westfälischen Rundschau in Dortmund, für die er bereits als Reporter fotografiert und geschrieben hatte, wurde der ehemalige Bergmann dort Redakteur, dann freiberuflicher Journalist für den WDR und die ARD. Als Rundfunk- und Fernsehmoderator und -reporter arbeitete er von 1970 bis 2000 als WDR-Studioleiter in Wuppertal, zunächst als Einmann-Redaktion. 1973 spielte er in dem Wolfgang-Petersen-Film Smog einen Moderator.
1990 wurde Jahn Gründer, ehrenamtlicher Geschäftsführer und später auch Vorsitzender der Else-Lasker-Schüler-Gesellschaft in Wuppertal sowie der Stiftung „Verbrannte und verbannte Dichter – für ein Zentrum der verfolgten Künste“. Das „Zentrum“ war neben Pflege und Werk von Else Lasker-Schüler Jahns Ziel bei der Gründung der Else Lasker-Schüler-Gesellschaft und wurde im Frühjahr 2008 unter dem Dach des Kunstmuseums Solingen realisiert. Es ist eine in Europa singuläre Institution, interdisziplinär angelegt mit ersten Dauerausstellungen verfemter expressionistischer Maler aus der „Sammlung Gerhard Schneider“ und der Exil-Literatur-„Sammlung Jürgen Serke“, angekauft durch die Else-Lasker-Schüler-Stiftung. Ihr gehören sechs Originalbriefe von Thomas Mann sowie 23 Originalzeichnungen von Else Lasker-Schüler, die 1937 als entartet aus der Berliner Nationalgalerie Berlin beschlagnahmt worden waren. Es ist die weltweit zweitgrößte Sammlung von Lasker-Schüler-Bildern außerhalb der Nationalbibliothek Israels in Jerusalem.
Jahn initiierte 1992 Dichterlesungen in Asylbewerberheimen bundesweit, nachdem es brutale Anschläge von Neonazis gegen Asylanten gegeben hatte in Schwerin, Cottbus, Rostock und vielen anderen Städten. Jahn schaffte es, prominente Schriftsteller in all diese Asylbewerberheime zu Lesungen und Diskussionen zu holen, und damit die deutschen Nachbarn als Zuhörer, die sich bis dahin nur im Fernseh-Sessel die entsetzlichen Bilder angeschaut hatten.
Den Stiftungsaufruf für ein „Zentrum der verfolgten Künste“ haben der Exil-PEN in London und mehr als 50 Autoren unterzeichnet, darunter Salman Rushdie als weltweit bekanntester verfolgter Schriftsteller, aber auch Günter Grass und Siegfried Lenz, Eva Demski und Peter Härtling sowie Dichter, die selbst Verfolgung erlebt hatten wie Wolf Biermann, Sarah Kirsch oder Herta Müller.
Begleitend dazu initiierte Hajo Jahn zwei Internetprojekte: Den pädagogisch ausgerichteten „Exil-Club“ mit „Schulen ans Netz e. V., Bonn“ und www.exil-archiv.de, das virtuelle „Zentrum“ als Gemeinschaftsprojekt mit dem Solinger Kunstmuseum und inzwischen mehr als 2.000 Biografien verfemter Schriftsteller, Musiker, bildender Künstler, Politiker, Gewerkschafter, Theologen, Natur- und Geisteswissenschaftler bis hin zu Sportlern.
Jahn organisiert seit 1993 die Else-Lasker-Schüler-Foren mit Ausstellungen, Konzerten, Lesungen, Zeitzeugen in Schulen, zu literarischem und politischem Austausch, so in Wuppertal/Solingen, Berlin, Jerusalem, Breslau, Prag, Tel Aviv, Zürich, Catania, Wien oder Ascona als Beispiele für die Arbeit eines aktiven Zentrums der verfolgten Künste. Dies tut er, um eine zeitgemäße Erinnerungskultur und Erinnerungspädagogik jenseits eingefahrener Gedenkrituale zu schaffen. Dafür gewann er prominente Autoren wie Pavel Kohout, Sarah Kirsch oder Herta Müller und Schirmherren wie den dichtenden Staatspräsidenten Václav Havel (Tschechien), Lennart Meri (Estland), den Friedensnobelpreisträger Shimon Peres, NRW-Ministerpräsident Johannes Rau, die Flüchtlingskommissarin Mary Robinson (Hoher Flüchtlingskommissar der Vereinten Nationen), den Schweizer Bundespräsidenten Moritz Leuenberger oder Władysław Bartoszewski, den ehemaligen Außenminister Polens und Italiens Staatspräsident Giorgio Napolitano.
Für Hajo Jahn hat die Katastrophe des 20. Jahrhunderts mit der Vertreibung der Künstler und Intellektuellen begonnen. Wie eine Metapher dafür sei das Schicksal von Else Lasker-Schüler, die in Berlin berühmt wurde, der Geburtsstadt von Hajo Jahn, der heute in Wuppertal lebt und arbeitet, der Geburtsstadt der malenden Dichterin.
Jahn ist Pate bei Schule ohne Rassismus – Schule mit Courage. 2009 initiierte er eine Petition an den Deutschen Bundestag. Damit wollte er erreichen, dass das „Zentrum gegen Vertreibungen“ in Berlin um das Thema der Vertreibung von Künstlern und anderen Intellektuellen erweitert wird. Zu den mehr als 2.000 Unterzeichnern gehören u. a. Władysław Bartoszewski, Ralph Giordano, die Autoren Elfriede Jelinek, Reiner Kunze, Erich Loest, der polnische Schriftstellerverband, die Aktion Sühnezeichen Friedensdienste, die Deutsch-Israelische Gesellschaft mit Präsident Johannes Gerster, die Naturfreundejugend Österreichs (verboten im Dritten Reich), Hannelore Hoger, Iris Berben, Angela Winkler u. Renan Demirkan, Journalisten wie Gert von Paczensky, Fritz Pleitgen und Ulrich Wickert sowie der Vorstand des Deutschen Journalistenverbands, aber auch Norbert Blüm, Konrad Schily, Friedrich Schorlemmer, PEN-Präsident Jiří Gruša, Bischöfin Maria Jepsen. Als Resultat der Petition gab es eine Untersuchung des Wissenschaftlichen Dienstes des Bundestags, in der festgestellt wurde, dass sich nur Hajo Jahn und die Else Lasker-Schüler-Gesellschaft seit Jahrzehnten für die sonst vergessene Thematik der Verfolgung und des Exils von Schriftstellern und anderen Künstlern eingesetzt haben.
Das Zentrum für verfolgte Künste ist seit dem 9. Februar 2015 beim Amtsgericht Wuppertal eingetragen. Die Bezeichnung ist auf Jahns Veranlassung durch die Else-Lasker-Schüler-Gesellschaft urheberrechtlich geschützt, um sich Mitwirkung zu sichern. Die beiden vormaligen Stiftungen sind vereint zur „Bürgerstiftung für verfolgte Künste, Else Lasker-Schüler-Zentrum/Kunstsammlung Gerhard Schneider“. Ihre Mitwirkung ist beschränkt. Der Landschaftsverband Rheinland hat mit der Stadt Solingen die Finanzierung und damit die Federführung in den neuen Gremien übernommen.

## Auszeichnungen
Für seine Verdienste wurden Hajo Jahn 2003 das Bundesverdienstkreuz am Bande sowie 2021 die 1. Klasse, 2006 der Rheinlandtaler und 2010 der Verdienstorden des Landes Nordrhein-Westfalen verliehen.

## Werke
Hajo Jahn ist Herausgeber der Else-Lasker-Schüler-Almanach-Ausgaben
- mit Sarah Kirsch und Jürgen Serke: Meine Träume fallen in die Welt. Hammer, Wuppertal, 1995.
- Zwischen Theben und Shanghai. Oberbaum, Chemnitz, Berlin, St. Petersburg, 1998.
- Gewissen gegen Gewalt. Edition Künstlertreff, Wuppertal, 1999.
- Momente in Jerusalem. Bleicher, Gerlingen, 2002.
- mit Hans Joachim Schädlich: Fäden möchte ich um mich ziehen. Hammer, Wuppertal, 2000.
- mit Ulla Hahn: In meinem Turm in den Wolken. Hammer, Wuppertal, 2002.
- Zweiseelenstadt. Hammer, Wuppertal, 2004.
- Manchmal habe ich Sehnsucht nach Prag. Hammer, Wuppertal, 2005.
- Wo soll ich hin? Zuflucht Zürich – Fluchtpunkt Poesie. Hammer, Wuppertal, 2007.
- Jeder Vers ein Leopardenbiss. Jubiläumsalmanach zum 20-jährigen Bestehen der Else-Lasker-Schüler-Gesellschaft. Hammer, Wuppertal, 2011.
- Was tun Sie da … in Wien? Hammer, Wuppertal, 2013.
- Der blaue Reiter ist gefallen. Hammer, Wuppertal, 2015.
- Das Lied der Emigrantin. Hammer, Wuppertal, 2017.
- Meinwärts – das Herz der Avantgarde. Jubiläumsalmanach zum 30-jährigen Bestehen der Else-Lasker-Schüler-Gesellschaft. Hammer, Wuppertal, 2020.
- Die Facetten des Prinzen Jussuf. Ein Lesebuch über Else Lasker-Schüler. PalmArtPress, Berlin, 2022.
- Ich suche allerlanden eine Stadt. Sanary-sur-mer, Paradies wider Willen. Hammer, Wuppertal 2022.